# Danh sách cầu thủ tham dự Cúp Vàng CONCACAF 2000
Đây là các đội hình tham dự Cúp Vàng CONCACAF 2000.

## Bảng A

### Colombia
Huấn luyện viên: Luis Augusto García
| Số | Vt | Cầu thủ                    | Ngày sinh (tuổi)            | Số trận | Câu lạc bộ               |
| -- | -- | -------------------------- | --------------------------- | ------- | ------------------------ |
| 1  | TM | Miguel Calero              | 14 tháng 4, 1971 (28 tuổi)  |         | Atlético Nacional        |
| 2  | HV | Andrés Mosquera            | 9 tháng 7, 1978 (21 tuổi)   |         | Deportivo Cali           |
| 3  | HV | Roberto Carlos Cortés      | 20 tháng 6, 1977 (22 tuổi)  |         | Independiente Medellín   |
| 4  | HV | Carlos Asprilla            | 19 tháng 10, 1970 (29 tuổi) |         | Deportivo Cali           |
| 5  | HV | Gonzalo Martínez           | 30 tháng 11, 1975 (24 tuổi) |         | Deportes Tolima          |
| 6  | TV | Jorge Bolaño               | 5 tháng 10, 1977 (22 tuổi)  |         | Parma                    |
| 7  | TV | Héctor Hurtado             | 21 tháng 9, 1975 (24 tuổi)  |         | Sport Club Internacional |
| 8  | TV | Frankie Oviedo             | 21 tháng 9, 1973 (26 tuổi)  |         | Club América             |
| 9  | TĐ | Edwin Congo                | 7 tháng 10, 1976 (23 tuổi)  |         | Valladolid               |
| 10 | TV | Faustino Asprilla          | 10 tháng 11, 1969 (30 tuổi) |         | Palmeiras                |
| 11 | TĐ | Martín Zapata              | 28 tháng 10, 1970 (29 tuổi) |         | Deportivo Cali           |
| 12 | TM | Juan Carlos Henao          | 30 tháng 12, 1971 (28 tuổi) |         | Once Caldas              |
| 13 | HV | Iván López                 | 13 tháng 5, 1978 (21 tuổi)  |         | C.D. Motagua             |
| 14 | TV | John Wilmar Pérez          | 21 tháng 2, 1970 (29 tuổi)  |         | Deportivo Cali           |
| 15 | HV | Gerardo Bedoya             | 26 tháng 11, 1975 (24 tuổi) |         | Deportivo Cali           |
| 16 | TV | Bonner Mosquera            | 2 tháng 12, 1970 (29 tuổi)  |         | Millonarios              |
| 17 | TV | Mayer Candelo              | 20 tháng 2, 1977 (22 tuổi)  |         | Deportivo Cali           |
| 18 | TV | Jairo Fernando Castillo    | 17 tháng 11, 1977 (22 tuổi) |         | C.D. Victoria            |
| 19 | HV | Arley Dinas                | 16 tháng 5, 1974 (25 tuổi)  |         | Deportes Tolima          |
| 20 | TV | Víctor Bonilla             | 23 tháng 1, 1971 (28 tuổi)  |         | Real Sociedad            |
| 21 | TV | Manuel Alexander Fernandez | 22 tháng 1, 1970 (29 tuổi)  |         | Millonarios              |
| 22 | TM | Diego Gómez                | 29 tháng 3, 1972 (27 tuổi)  |         | América de Cali          |
| 24 | TV | Andrés Chitiva             | 13 tháng 8, 1979 (20 tuổi)  |         | Millonarios              |

### Honduras
Huấn luyện viên: Ramón Maradiaga
| Số | Vt | Cầu thủ                 | Ngày sinh (tuổi)            | Số trận | Câu lạc bộ    |
| -- | -- | ----------------------- | --------------------------- | ------- | ------------- |
| 1  | TM | Wilmer Cruz             | 18 tháng 12, 1968 (31 tuổi) |         | Real España   |
| 2  | HV | Iván Guerrero           | 30 tháng 11, 1979 (20 tuổi) |         | C.D. Motagua  |
| 3  | HV | Reynaldo Clavasquín     | 28 tháng 2, 1972 (27 tuổi)  |         | C.D. Motagua  |
| 4  | HV | Samuel Caballero        | 24 tháng 12, 1974 (25 tuổi) |         | C.D. Motagua  |
| 5  | HV | Milton Reyes            | 2 tháng 5, 1974 (25 tuổi)   |         | C.D. Motagua  |
| 6  | HV | Ninrrol Medina          | 26 tháng 8, 1976 (23 tuổi)  |         | C.D. Motagua  |
| 8  | TV | Oscar Lagos             | 17 tháng 6, 1973 (26 tuổi)  |         | C.D. Motagua  |
| 9  | TĐ | Carlos Pavón            | 9 tháng 10, 1973 (26 tuổi)  |         | Morelia       |
| 10 | TV | Julio César de León     | 13 tháng 9, 1979 (20 tuổi)  |         | C.D. Platense |
| 11 | TĐ | Milton Núñez            | 30 tháng 11, 1972 (27 tuổi) |         | Sunderland    |
| 12 | TM | Hugo Caballero          | 14 tháng 11, 1974 (25 tuổi) |         | C.D. Motagua  |
| 14 | TV | José Pineda             | 19 tháng 3, 1975 (24 tuổi)  |         | C.D. Olimpia  |
| 15 | HV | Ricky García            | 21 tháng 7, 1971 (28 tuổi)  |         | Real España   |
| 18 | TV | Francisco Antonio Pavón | 28 tháng 1, 1977 (22 tuổi)  |         | C.D. Victoria |
| 19 | HV | Danilo Turcios          | 8 tháng 5, 1978 (21 tuổi)   |         | Universidad   |
| 20 | TV | Amado Guevara           | 2 tháng 5, 1976 (23 tuổi)   |         | C.D. Motagua  |
| 21 | TV | Jairo Martínez          | 13 tháng 5, 1978 (21 tuổi)  |         | C.D. Motagua  |
| 22 | TV | Alex Mauricio Pineda    | 19 tháng 12, 1969 (30 tuổi) |         | C.D. Olimpia  |

### Jamaica
Huấn luyện viên:  René Simões
| Số | Vt | Cầu thủ           | Ngày sinh (tuổi)            | Số trận | Câu lạc bộ        |
| -- | -- | ----------------- | --------------------------- | ------- | ----------------- |
| 1  | TM | Warren Barrett    | 9 tháng 9, 1970 (29 tuổi)   |         | Violet Kickers FC |
| 2  | HV | Michael Johnson   | 4 tháng 7, 1973 (26 tuổi)   |         | Birmingham City   |
| 3  | TV | Christopher Dawes | 31 tháng 5, 1974 (25 tuổi)  |         | Galaxy FC         |
| 5  | HV | Ian Goodison      | 21 tháng 11, 1972 (27 tuổi) |         | Olympic Gardens   |
| 6  | HV | Claude Davis      | 6 tháng 3, 1969 (30 tuổi)   |         | Hazard United     |
| 7  | TV | Winston Griffiths | 12 tháng 9, 1978 (21 tuổi)  |         | Galaxy FC         |
| 8  | TĐ | Marcus Gayle      | 27 tháng 9, 1970 (29 tuổi)  |         | Wimbledon         |
| 9  | TĐ | Andy Williams     | 23 tháng 9, 1977 (22 tuổi)  |         | Miami Fusion      |
| 10 | TĐ | Ricardo Fuller    | 31 tháng 10, 1979 (20 tuổi) |         | Tivoli Gardens    |
| 11 | TV | Theodore Whitmore | 5 tháng 8, 1972 (27 tuổi)   |         | Seba United       |
| 13 | TM | Aaron Lawrence    | 11 tháng 8, 1970 (29 tuổi)  |         | Reno F.C.         |
| 14 | TV | Hector Wright     | 8 tháng 5, 1969 (30 tuổi)   |         | Seba United       |
| 15 | HV | Ricardo Gardner   | 25 tháng 9, 1978 (21 tuổi)  |         | Bolton Wanderers  |
| 16 | HV | Marco McDonald    | 31 tháng 8, 1977 (22 tuổi)  |         | Tivoli Gardens    |
| 18 | TĐ | Deon Burton       | 25 tháng 10, 1976 (23 tuổi) |         | Derby County      |
| 19 | HV | Frank Sinclair    | 3 tháng 12, 1971 (28 tuổi)  |         | Leicester City    |
| 21 | TV | Durrent Brown     | 8 tháng 7, 1964 (35 tuổi)   |         | Wadadah           |
| 25 | TV | Steve Green       | 2 tháng 7, 1976 (23 tuổi)   |         | Tivoli Gardens    |

## Bảng B

### Haiti
Huấn luyện viên:  Emmanuel Sanon
| Số | Vt | Cầu thủ                  | Ngày sinh (tuổi)            | Số trận | Câu lạc bộ            |
| -- | -- | ------------------------ | --------------------------- | ------- | --------------------- |
| 1  | TM | Geteau Ferdinand         | 19 tháng 5, 1974 (25 tuổi)  |         | Valencia              |
| 2  | HV | Gilbert Jean-Baptiste    | 19 tháng 2, 1973 (26 tuổi)  |         | Charleston Battery    |
| 3  | HV | Frantz Gilles            | 1 tháng 11, 1977 (22 tuổi)  |         | Cavaly                |
| 4  | HV | Eddy César               |                             |         | Carioca               |
| 5  | TĐ | Jean-Robert Menelas      | 11 tháng 12, 1972 (27 tuổi) |         | Roulado               |
| 6  | HV | Gabriel Michel           |                             |         | Don Bosco             |
| 7  | TV | Sébastien Vorbe          | 4 tháng 6, 1976 (23 tuổi)   |         | Violette              |
| 8  | TĐ | Golman Pierre            | 21 tháng 2, 1971 (28 tuổi)  |         | FICA                  |
| 10 | HV | Chrismonor Thelusma      |                             |         | Racing Club Haïtien   |
| 11 | TĐ | Wilson Chevalier         |                             |         | Carioca               |
| 13 | HV | Pierre Richard Bruny     | 6 tháng 4, 1972 (27 tuổi)   |         | Don Bosco             |
| 14 | TV | Wilfrid Montilas         | 25 tháng 8, 1971 (28 tuổi)  |         | Don Bosco             |
| 15 | TV | Ernst Atis-Clotaire      | 9 tháng 12, 1977 (22 tuổi)  |         | Cambrai               |
| 16 | TV | Carlo Marcellin          |                             |         | Cavaly                |
| 17 | HV | Roosevelt Désir          | 4 tháng 4, 1974 (25 tuổi)   |         | FICA                  |
| 18 | HV | Jean-Roland Dartiguenave |                             |         | Violette              |
| 19 | TĐ | Johnny Descolines        | 8 tháng 5, 1974 (25 tuổi)   |         | Violette              |
| 22 | TM | Didier Menard            |                             |         | Central Florida Kraze |

### Peru
Huấn luyện viên:  Francisco Maturana
| Số | Vt | Cầu thủ             | Ngày sinh (tuổi)            | Số trận | Câu lạc bộ                |
| -- | -- | ------------------- | --------------------------- | ------- | ------------------------- |
| 1  | TM | Óscar Ibáñez        | 8 tháng 8, 1967 (32 tuổi)   |         | Universitario de Deportes |
| 2  | HV | Jorge Huamán        | 11 tháng 4, 1977 (22 tuổi)  |         | Veria                     |
| 3  | HV | Juan Reynoso Guzmán | 28 tháng 12, 1969 (30 tuổi) |         | Cruz Azul                 |
| 4  | HV | Marcial Salazar     | 8 tháng 9, 1967 (32 tuổi)   |         | Alianza Lima              |
| 5  | HV | José Soto           | 11 tháng 1, 1970 (30 tuổi)  |         | Celaya C.D.               |
| 6  | HV | Miguel Rebosio      | 20 tháng 10, 1976 (23 tuổi) |         | Sporting Cristal          |
| 7  | TV | Nolberto Solano     | 12 tháng 12, 1974 (25 tuổi) |         | Newcastle United          |
| 8  | TV | Juan José Jayo      | 20 tháng 1, 1973 (26 tuổi)  |         | Unión de Santa Fe         |
| 10 | TV | Roberto Palacios    | 28 tháng 12, 1972 (27 tuổi) |         | UAG                       |
| 11 | TĐ | Roberto Holsen      | 10 tháng 8, 1976 (23 tuổi)  |         | Sporting Cristal          |
| 12 | TM | Marco Flores        | 29 tháng 5, 1977 (22 tuổi)  |         | Alianza Lima              |
| 13 | TV | Marko Ciurlizza     | 22 tháng 2, 1978 (21 tuổi)  |         | Universitario de Deportes |
| 14 | HV | Jorge Soto          | 27 tháng 10, 1971 (28 tuổi) |         | Lanús                     |
| 15 | TĐ | Ysrael Zúñiga       | 27 tháng 8, 1976 (23 tuổi)  |         | Coventry City             |
| 16 | TV | Freddy Suárez       | 7 tháng 5, 1970 (29 tuổi)   |         | FBC Melgar                |
| 17 | TV | Germán Pinillos     | 6 tháng 4, 1972 (27 tuổi)   |         | Sporting Cristal          |
| 18 | TĐ | Waldir Sáenz        | 15 tháng 5, 1973 (26 tuổi)  |         | Unión de Santa Fe         |
| 19 | TĐ | Abel Lobatón        | 23 tháng 11, 1977 (22 tuổi) |         | Sport Boys                |
| 20 | TV | José del Solar      | 28 tháng 11, 1967 (32 tuổi) |         | Universitario de Deportes |
| 23 | TV | Henry Quinteros     | 19 tháng 10, 1977 (22 tuổi) |         | Alianza Lima              |

### Hoa Kỳ
Huấn luyện viên: Bruce Arena
| Số | Vt | Cầu thủ         | Ngày sinh (tuổi)            | Số trận | Câu lạc bộ           |
| -- | -- | --------------- | --------------------------- | ------- | -------------------- |
| 1  | TM | Brad Friedel    | 18 tháng 5, 1971 (28 tuổi)  |         | Liverpool            |
| 3  | HV | Greg Vanney     | 11 tháng 6, 1974 (25 tuổi)  |         | Los Angeles Galaxy   |
| 4  | HV | Robin Fraser    | 17 tháng 12, 1966 (33 tuổi) |         | Los Angeles Galaxy   |
| 5  | HV | C. J. Brown     | 15 tháng 6, 1976 (23 tuổi)  |         | Chicago Fire         |
| 7  | TV | Eddie Lewis     | 17 tháng 5, 1974 (25 tuổi)  |         | San Jose Earthquakes |
| 9  | TĐ | Jovan Kirovski  | 18 tháng 3, 1976 (23 tuổi)  |         | Borussia Dortmund    |
| 10 | TV | Claudio Reyna   | 20 tháng 7, 1973 (26 tuổi)  |         | Rangers              |
| 11 | TĐ | Eric Wynalda    | 9 tháng 6, 1969 (30 tuổi)   |         | Miami Fusion         |
| 12 | HV | Jeff Agoos      | 2 tháng 4, 1968 (31 tuổi)   |         | D.C. United          |
| 13 | TV | Cobi Jones      | 16 tháng 6, 1970 (29 tuổi)  |         | Los Angeles Galaxy   |
| 14 | TV | Chris Armas     | 27 tháng 8, 1972 (27 tuổi)  |         | Chicago Fire         |
| 16 | HV | Carlos Llamosa  | 30 tháng 5, 1969 (30 tuổi)  |         | D.C. United          |
| 18 | TM | Tony Meola      | 21 tháng 2, 1969 (30 tuổi)  |         | Kansas City Wizards  |
| 19 | TV | Ben Olsen       | 3 tháng 5, 1977 (22 tuổi)   |         | D.C. United          |
| 20 | TĐ | Brian McBride   | 19 tháng 6, 1972 (27 tuổi)  |         | Columbus Crew        |
| 21 | TV | Richie Williams | 3 tháng 6, 1970 (29 tuổi)   |         | D.C. United          |
| 22 | TĐ | Ante Razov      | 2 tháng 3, 1974 (25 tuổi)   |         | Chicago Fire         |
| 23 | HV | Eddie Pope      | 24 tháng 12, 1973 (26 tuổi) |         | D.C. United          |

## Bảng C

### Guatemala
Huấn luyện viên:  Carlos Miloc
| Số | Vt | Cầu thủ           | Ngày sinh (tuổi)            | Số trận | Câu lạc bộ       |
| -- | -- | ----------------- | --------------------------- | ------- | ---------------- |
| 1  | TM | Edgar Estrada     | 16 tháng 11, 1967 (32 tuổi) |         | Comunicaciones   |
| 2  | HV | Engelver Herrera  | 11 tháng 5, 1973 (26 tuổi)  |         | Comunicaciones   |
| 3  | HV | Erick Miranda     | 17 tháng 12, 1971 (28 tuổi) |         | Comunicaciones   |
| 4  | HV | Rigoberto Gómez   | 9 tháng 1, 1977 (23 tuổi)   |         | Comunicaciones   |
| 5  | HV | Guillermo Molina  |                             |         | Municipal        |
| 6  | TV | Julio Girón       | 2 tháng 3, 1970 (29 tuổi)   |         | Municipal        |
| 8  | TV | Rudy Ramírez      | 15 tháng 1, 1967 (33 tuổi)  |         | Municipal        |
| 10 | TĐ | Freddy García     | 12 tháng 1, 1977 (23 tuổi)  |         | Comunicaciones   |
| 11 | TĐ | Guillermo Ramírez | 26 tháng 3, 1978 (21 tuổi)  |         | Municipal        |
| 14 | TĐ | Julio Rodas       | 9 tháng 12, 1966 (33 tuổi)  |         | Comunicaciones   |
| 15 | TĐ | Juan Carlos Plata | 1 tháng 1, 1971 (29 tuổi)   |         | Municipal        |
| 16 | TV | Martín Machón     | 4 tháng 2, 1973 (26 tuổi)   |         | Santos Laguna    |
| 17 | TV | Juan Manuel Funes | 16 tháng 5, 1966 (33 tuổi)  |         | Comunicaciones   |
| 19 | TV | Edgar Valencia    | 31 tháng 3, 1971 (28 tuổi)  |         | Comunicaciones   |
| 20 | TM | Walter Hurtarte   | 17 tháng 7, 1967 (32 tuổi)  |         | C.S.D. Municipal |
| 21 | TV | Eddy Cabrera      | 14 tháng 8, 1977 (22 tuổi)  |         | Carcha           |
| 22 | TĐ | Jorge Rodas       | 9 tháng 10, 1971 (28 tuổi)  |         | Comunicaciones   |
| 23 | HV | Eduardo Acevedo   | 8 tháng 6, 1964 (35 tuổi)   |         | Municipal        |
| 24 | HV | Miguel Coronado   |                             |         | Cobán Imperial   |

### Mexico
Huấn luyện viên: Manuel Lapuente
| Số | Vt | Cầu thủ             | Ngày sinh (tuổi)            | Số trận | Câu lạc bộ       |
| -- | -- | ------------------- | --------------------------- | ------- | ---------------- |
| 1  | TM | Óscar Pérez Rojas   | 1 tháng 2, 1973 (26 tuổi)   |         | Cruz Azul        |
| 2  | HV | Claudio Suárez      | 17 tháng 12, 1968 (31 tuổi) |         | C.D. Guadalajara |
| 3  | HV | Sergio Almaguer     | 16 tháng 5, 1969 (30 tuổi)  |         | Necaxa           |
| 4  | TV | Rafael Márquez      | 1 tháng 2, 1979 (20 tuổi)   |         | AS Monaco        |
| 5  | TV | Gerardo Torrado     | 30 tháng 4, 1979 (20 tuổi)  |         | UNAM             |
| 6  | TV | Ignacio Hierro      | 22 tháng 6, 1978 (21 tuổi)  |         | C.D. Guadalajara |
| 7  | TV | Ramón Ramírez       | 5 tháng 12, 1969 (30 tuổi)  |         | Tigres           |
| 8  | TĐ | Adrián Sánchez      | 9 tháng 7, 1978 (21 tuổi)   |         | Puebla           |
| 9  | TĐ | José Manuel Abundis | 11 tháng 6, 1973 (26 tuổi)  |         | Toluca           |
| 10 | TĐ | Emilio Mora         | 7 tháng 3, 1978 (21 tuổi)   |         | Morelia          |
| 11 | TĐ | Álvaro Ortiz        | 19 tháng 2, 1978 (21 tuổi)  |         | C.D. Guadalajara |
| 12 | TM | Christian Martínez  | 16 tháng 10, 1979 (20 tuổi) |         | Club América     |
| 13 | HV | Salvador Cabrera    | 21 tháng 8, 1973 (26 tuổi)  |         | Necaxa           |
| 14 | HV | José María Higareda | 16 tháng 6, 1968 (31 tuổi)  |         | Necaxa           |
| 15 | TĐ | Luis Hernández      | 22 tháng 12, 1968 (31 tuổi) |         | Tigres           |
| 16 | TĐ | Jesús Arellano      | 8 tháng 5, 1973 (26 tuổi)   |         | Monterrey        |
| 17 | TĐ | Francisco Palencia  | 28 tháng 4, 1973 (26 tuổi)  |         | Cruz Azul        |
| 18 | TV | Salvador Carmona    | 22 tháng 8, 1975 (24 tuổi)  |         | Toluca           |
| 19 | HV | Jesús Mendoza       | 10 tháng 1, 1979 (21 tuổi)  |         | C.D. Guadalajara |

### Trinidad và Tobago
Huấn luyện viên: Bertille St. Clair
| Số | Vt | Cầu thủ         | Ngày sinh (tuổi)            | Số trận | Câu lạc bộ                |
| -- | -- | --------------- | --------------------------- | ------- | ------------------------- |
| 2  | HV | Derek King      | 12 tháng 4, 1980 (19 tuổi)  |         | W Connection              |
| 4  | HV | Marvin Andrews  | 22 tháng 12, 1975 (24 tuổi) |         | Raith Rovers              |
| 5  | HV | Ronnie Mauge    | 10 tháng 3, 1969 (30 tuổi)  |         | Bristol Rovers            |
| 6  | HV | Shurland David  | 19 tháng 8, 1974 (25 tuổi)  |         | San Juan Jabloteh         |
| 7  | TV | Evans Wise      | 23 tháng 11, 1973 (26 tuổi) |         | SSV Ulm 1846              |
| 8  | TV | Angus Eve       | 23 tháng 2, 1973 (26 tuổi)  |         | Chester City              |
| 9  | TĐ | Arnold Dwarika  | 23 tháng 2, 1973 (26 tuổi)  |         | Joe Public FC             |
| 10 | TĐ | Russell Latapy  | 2 tháng 8, 1968 (31 tuổi)   |         | Hibernian                 |
| 11 | TĐ | Jerren Nixon    | 25 tháng 6, 1973 (26 tuổi)  |         | FC Zurich                 |
| 12 | TV | David Nakhid    | 15 tháng 5, 1964 (35 tuổi)  |         | Emirates Club             |
| 13 | TV | Ansil Elcock    | 13 tháng 3, 1976 (23 tuổi)  |         | Columbus Crew             |
| 14 | TV | Mickey Trotman  | 17 tháng 3, 1969 (30 tuổi)  |         | Joe Public FC             |
| 15 | TV | Stokely Mason   | 21 tháng 10, 1974 (25 tuổi) |         | Joe Public FC             |
| 16 | HV | Brent Rahim     | 24 tháng 10, 1975 (24 tuổi) |         | University of Connecticut |
| 17 | TV | Anthony Rougier | 8 tháng 8, 1978 (21 tuổi)   |         | Port Vale                 |
| 19 | TĐ | Dwight Yorke    | 3 tháng 11, 1971 (28 tuổi)  |         | Manchester United         |
| 21 | TM | Kelvin Jack     | 29 tháng 4, 1976 (23 tuổi)  |         | W Connection              |
| 22 | TM | Ross Russell    | 18 tháng 12, 1968 (31 tuổi) |         | Defence Force             |

## Bảng D

### Canada
Huấn luyện viên: Holger Osieck
| Số | Vt | Cầu thủ           | Ngày sinh (tuổi)            | Số trận | Câu lạc bộ             |
| -- | -- | ----------------- | --------------------------- | ------- | ---------------------- |
| 1  | TM | Craig Forrest     | 20 tháng 9, 1967 (32 tuổi)  |         | West Ham United        |
| 2  | HV | Paul Fenwick      | 25 tháng 8, 1969 (30 tuổi)  |         | Greenock Morton        |
| 4  | HV | Tony Menezes      | 24 tháng 11, 1974 (25 tuổi) |         | Botafogo               |
| 5  | HV | Jason de Vos (c)  | 2 tháng 1, 1974 (26 tuổi)   |         | Dundee United          |
| 7  | TĐ | Paul Stalteri     | 18 tháng 10, 1977 (22 tuổi) |         | Werder Bremen          |
| 9  | TĐ | Carlo Corazzin    | 25 tháng 12, 1971 (28 tuổi) |         | Northampton Town       |
| 10 | TV | Davide Xausa      | 10 tháng 3, 1976 (23 tuổi)  |         | Inverness CT           |
| 11 | TV | Jim Brennan       | 8 tháng 5, 1977 (22 tuổi)   |         | Nottingham Forest      |
| 12 | HV | Jeff Clarke       | 18 tháng 10, 1977 (22 tuổi) |         | Baltimore Blast        |
| 13 | HV | Mark Watson       | 8 tháng 9, 1970 (29 tuổi)   |         | Oxford United          |
| 15 | TV | Richard Hastings  | 18 tháng 5, 1977 (22 tuổi)  |         | Inverness CT           |
| 16 | TĐ | Garret Kusch      | 26 tháng 9, 1977 (22 tuổi)  |         | KV Mechelen            |
| 17 | TĐ | Paul Peschisolido | 25 tháng 5, 1971 (28 tuổi)  |         | Fulham                 |
| 18 | TĐ | Elvis Thomas      | 27 tháng 7, 1972 (27 tuổi)  |         | Toronto Olympians      |
| 21 | TV | Martin Nash       | 27 tháng 12, 1975 (24 tuổi) |         | Chester City           |
| 22 | TM | Pat Onstad        | 13 tháng 1, 1968 (32 tuổi)  |         | Dundee United          |
| 25 | HV | Robbie Aristodemo | 20 tháng 5, 1977 (22 tuổi)  |         | Tulsa Golden Hurricane |
| 26 | TĐ | Dwayne De Rosario | 15 tháng 5, 1978 (21 tuổi)  |         | Richmond Kickers       |

### Costa Rica
Huấn luyện viên: Marvin Rodríguez
| Số | Vt | Cầu thủ              | Ngày sinh (tuổi)            | Số trận | Câu lạc bộ              |
| -- | -- | -------------------- | --------------------------- | ------- | ----------------------- |
| 1  | TM | Hermidio Barrantes   | 2 tháng 9, 1964 (35 tuổi)   |         | L.D. Alajuelense        |
| 2  | HV | Javier Delgado Prado | 28 tháng 7, 1968 (31 tuổi)  |         | L.D. Alajuelense        |
| 3  | HV | Víctor Cordero       | 9 tháng 11, 1973 (26 tuổi)  |         | C.D. Saprissa           |
| 4  | HV | Mauricio Wright      | 20 tháng 12, 1970 (29 tuổi) |         | San Jose Earthquakes    |
| 5  | TV | Jeaustin Campos      | 30 tháng 6, 1971 (28 tuổi)  |         | Municipal Pérez Zeledón |
| 6  | TV | Wilmer López         | 3 tháng 8, 1971 (28 tuổi)   |         | L.D. Alajuelense        |
| 7  | TV | William Sunsing      | 12 tháng 5, 1977 (22 tuổi)  |         | Antigua                 |
| 8  | TV | Walter Centeno       | 6 tháng 10, 1974 (25 tuổi)  |         | C.D. Saprissa           |
| 9  | TĐ | Paulo Wanchope       | 31 tháng 7, 1976 (23 tuổi)  |         | West Ham United         |
| 10 | TĐ | Jafet Soto           | 1 tháng 4, 1976 (23 tuổi)   |         | Puebla                  |
| 11 | HV | Austin Berry         | 5 tháng 4, 1971 (28 tuổi)   |         | Antigua                 |
| 12 | HV | Pablo Chinchilla     | 21 tháng 12, 1978 (21 tuổi) |         | L.D. Alajuelense        |
| 13 | HV | Sandro Alfaro        | 1 tháng 1, 1971 (29 tuổi)   |         | L.D. Alajuelense        |
| 14 | TĐ | Steven Bryce         | 16 tháng 8, 1977 (22 tuổi)  |         | C.D. Saprissa           |
| 15 | HV | Harold Wallace       | 7 tháng 11, 1975 (24 tuổi)  |         | L.D. Alajuelense        |
| 16 | TĐ | Rónald Gómez         | 24 tháng 1, 1975 (24 tuổi)  |         | OFI Crete               |
| 17 | TĐ | Hernán Medford       | 23 tháng 5, 1968 (31 tuổi)  |         | Club León               |
| 18 | TM | Álvaro Mesén         | 24 tháng 12, 1972 (27 tuổi) |         | L.D. Alajuelense        |

### Hàn Quốc
Huấn luyện viên: Huh Jung-moo
| Số | Vt | Cầu thủ        | Ngày sinh (tuổi)            | Số trận | Câu lạc bộ              |
| -- | -- | -------------- | --------------------------- | ------- | ----------------------- |
| 1  | TM | Kim Byung-Ji   | 8 tháng 4, 1970 (29 tuổi)   |         | Ulsan Hyundai Horang-i  |
| 2  | HV | Kang Chul      | 2 tháng 11, 1971 (28 tuổi)  |         | Bucheon SK              |
| 4  | TV | Seo Dong-Won   | 14 tháng 8, 1975 (24 tuổi)  |         | Daejeon Citizen         |
| 5  | HV | Lee Lim-Saeng  | 18 tháng 11, 1971 (28 tuổi) |         | Bucheon SK              |
| 6  | TV | Yoo Sang-Chul  | 5 tháng 10, 1967 (32 tuổi)  |         | Yokohama F. Marinos     |
| 7  | HV | Kim Tae-Young  | 8 tháng 11, 1970 (29 tuổi)  |         | Chunnam Dragons         |
| 8  | TV | Noh Jung-Yoon  | 28 tháng 3, 1971 (28 tuổi)  |         | Cerezo Osaka            |
| 11 | TĐ | Ahn Jung-Hwan  | 27 tháng 1, 1976 (23 tuổi)  |         | Pusan I'cons            |
| 12 | HV | Lee Young-Pyo  | 23 tháng 4, 1977 (22 tuổi)  |         | Anyang LG Cheetahs      |
| 15 | HV | Lee Min-Sung   | 23 tháng 6, 1973 (26 tuổi)  |         | Sangmu                  |
| 16 | TV | Kim Do-Kyun    | 13 tháng 1, 1977 (23 tuổi)  |         | Ulsan Hyundai Horang-i  |
| 17 | HV | Park Jin-sub   | 11 tháng 3, 1977 (22 tuổi)  |         | Sangmu                  |
| 18 | TĐ | Hwang Sun-Hong | 14 tháng 7, 1968 (31 tuổi)  |         | Suwon Samsung Bluewings |
| 19 | TĐ | Lee Dong-Gook  | 29 tháng 4, 1979 (20 tuổi)  |         | Pohang Steelers         |
| 20 | HV | Hong Myung-Bo  | 12 tháng 2, 1969 (30 tuổi)  |         | Kashiwa Reysol          |
| 21 | TM | Lee Woon-Jae   | 26 tháng 4, 1973 (26 tuổi)  |         | Daejeon Citizen         |
| 22 | TĐ | Lee Kwan-Woo   | 25 tháng 2, 1978 (21 tuổi)  |         | C.D. Olimpia            |
| 23 | HV | Park Jae-hong  | 10 tháng 11, 1978 (21 tuổi) |         | Myongji University      |
| 24 | TV | Seol Ki-Hyeon  | 8 tháng 1, 1979 (21 tuổi)   |         | Royal Antwerp           |